# Hollywood Vampires
Hollywood Vampires – amerykańska supergrupa muzyczna stworzona w 2015 roku przez Alice Coopera, Johnny'ego Deppa i Joe Perry'ego. Zespół wydał swój pierwszy album Hollywood Vampires 11 września 2015 na cześć muzyków rockowych zmarłych w latach '70. Swój pierwszy koncert grupa dała 16 i 17 września 2015 w klubie Roxy Theatre, w którym zagrali z nimi m.in. Duff McKagan, Matt Sorum, Tommy Henriksen i Bruce Witkin. Drugi album, zatytułowany Rise, ukazał się 21 czerwca 2019 i w przeciwieństwie do debiutanckiej płyty zawiera głównie materiał oryginalny.

## Muzycy
| Obecny skład zespołu - Alice Cooper – wokal prowadzący, harmonijka ustna (od 2015) - Johnny Depp – gitara, wokal wspierający (od 2015) - Joe Perry – gitara (od 2015) |  | Muzycy koncertowi - Robert DeLeo – gitara basowa, wokal wspierający (od 2016) - Tommy Henriksen – gitara, wokal wspierający (2015) - Duff McKagan – gitara basowa, wokal wspierający (2015) - Matt Sorum – perkusja, wokal wspierający (od 2015) - Bruce Witkin – instrumenty klawiszowe, gitara, wokal wspierający (od 2015) |

## Dyskografia
| Tytuł              | Dane dot. albumu                                     | Pozycja na liście | Pozycja na liście | Pozycja na liście | Pozycja na liście | Pozycja na liście | Pozycja na liście | Pozycja na liście | Sprzedaż          |
| Tytuł              | Dane dot. albumu                                     | USA               | FRA               | AUS               | NLD               | AUT               | CHE               | GER               | Sprzedaż          |
| ------------------ | ---------------------------------------------------- | ----------------- | ----------------- | ----------------- | ----------------- | ----------------- | ----------------- | ----------------- | ----------------- |
| Hollywood Vampires | - Data: 11 września 2015 - Wydawca: Republic Records | 43                | 54                | 34                | 47                | 62                | 24                | 59                | - USA: 25,7 tys.+ |
| Rise               | - data: 21 czerwca 2019 - wydawca: earMUSIC          |                   |                   |                   |                   |                   |                   |                   |                   |